# Agave brittoniana
Agave brittoniana är en sparrisväxtart som beskrevs av William Trelease. Agave brittoniana ingår i släktet Agave och familjen sparrisväxter. Inga underarter finns listade i Catalogue of Life.